# Kanton Aix-les-Bains-Nord-Grésy
Der Kanton Aix-les-Bains-Nord-Grésy war von 1973 bis 2015 ein französischer Wahlkreis im Département Savoie. Er umfasste acht Gemeinden im Arrondissement Chambéry und sein Hauptort war Grésy-sur-Aix. Die landesweiten Änderungen in der Zusammensetzung der Kantone brachten zum März 2015 seine Auflösung.

## Gemeinden
Der Kanton bestand aus einem etwa 7.600 Einwohner umfassenden Teil (Stand: 2012) der Stadt Aix-les-Bains (angegeben ist hier die Gesamteinwohnerzahl der Stadt) und weiteren sieben Gemeinden:
| Gemeinde              | Einwohner Jahr | Fläche km² | Bevölkerungsdichte | Code INSEE | Postleitzahl |
| --------------------- | -------------- | ---------- | ------------------ | ---------- | ------------ |
| Aix-les-Bains         | 29.580 (2013)  | –          | – Einw./km²        | 73008      | 73100        |
| Brison-Saint-Innocent | 2.153 (2013)   | 8,75       | 246 Einw./km²      | 73059      | 73100        |
| Grésy-sur-Aix         | 4.298 (2013)   | 12,73      | 338 Einw./km²      | 73128      | 73100        |
| Montcel               | 944 (2013)     | 15,23      | 62 Einw./km²       | 73164      | 73100        |
| Pugny-Chatenod        | 977 (2013)     | 5,36       | 182 Einw./km²      | 73208      | 73100        |
| Saint-Offenge-Dessous | 691 (2013)     | 7,92       | 87 Einw./km²       | 73263      | 73100        |
| Saint-Offenge-Dessus  | 275 (2013)     | 7,71       | 36 Einw./km²       | 73264      | 73100        |
| Trévignin             | 769 (2013)     | 6,89       | 112 Einw./km²      | 73301      | 73100        |